# Pănet
Pănet (węg. Mezőpanit) – wieś w Rumunii, w okręgu Marusza, w gminie Pănet. W 2011 roku liczyła 2291 mieszkańców.